# Burg Duttenstedt
Die Burg Duttenstedt ist eine abgegangene Wasserburg und späteres Rittergut der Herren von Oberg im Stadtteil Duttenstedt der niedersächsischen Stadt Peine.

## Geschichte
Zu den Anfängen der Burg und des späteren Guts Duddenstedt existieren widersprüchliche Angaben. Entweder gehörte sie seit dem 12. Jahrhundert den Herren von Oberg, oder sie war zunächst im Besitz der von 1279 bis 1372 nachgewiesenen Herren von Duttenstedt, bevor sie spätestens 1387 an die von Oberg kam. Diese besaßen das Gut bis 1835, als es kurzzeitig an die Herren von Veltheim kam, die es 1846 an das Königreich Hannover verkauften. Das Gut wurde dadurch zur Staatsdomäne sowie schließlich 1896 aufgeteilt und in private Hände verkauft. 
Die Wasserburg nahm ein Areal von 43 × 26 bis 40 m ein, das von einem 10 bis 15 m breiten Wassergraben umgeben war. Am inneren Grabenrand verlief eine 1,20 m breite Ringmauer. In der Mitte der Westseite des Burgareals wurde bei den Ausgrabungen ein quadratischer Turm von 7,50 m Seitenlänge bei ca. 1 m Mauerstärke erfasst. Die weitere Bebauung des Mittelalters ist unbekannt. Im Jahr 2009 in der Westhälfte des Areals durchgeführte Ausgrabungen ergaben spätmittelalterliche Keramik.
Das wahrscheinlich um 1600 errichtete Schloss bestand aus zwei langgestreckten Gebäuden im Osten und Westen, wobei letzteres offenbar nur ein leichtes Fachwerkgebäude darstellte. Das letzte Herrenhaus vom Beginn des 19. Jahrhunderts besaß die Form eines klassizistischen Fachwerkgebäudes, das die Ostseite der Burgfläche einnahm. Der Zugang erfolgte von Norden über eine Brücke, hier befand sich auch der zugehörige Wirtschaftshof. An der Stelle des Westflügels wurde ein größerer, quadratischer Bau errichtet, der um 1900 wieder abgerissen wurde. Zur selben Zeit wurde der nördliche Teil des Wassergrabens zugeschüttet und zum Teil überbaut. Das Herrenhaus und die Nebengebäude wurden 1998 wegen Baufälligkeit abgerissen. An Stelle des Herrenhauses entstand ein moderner Neubau.